# Lorenzo Rusio

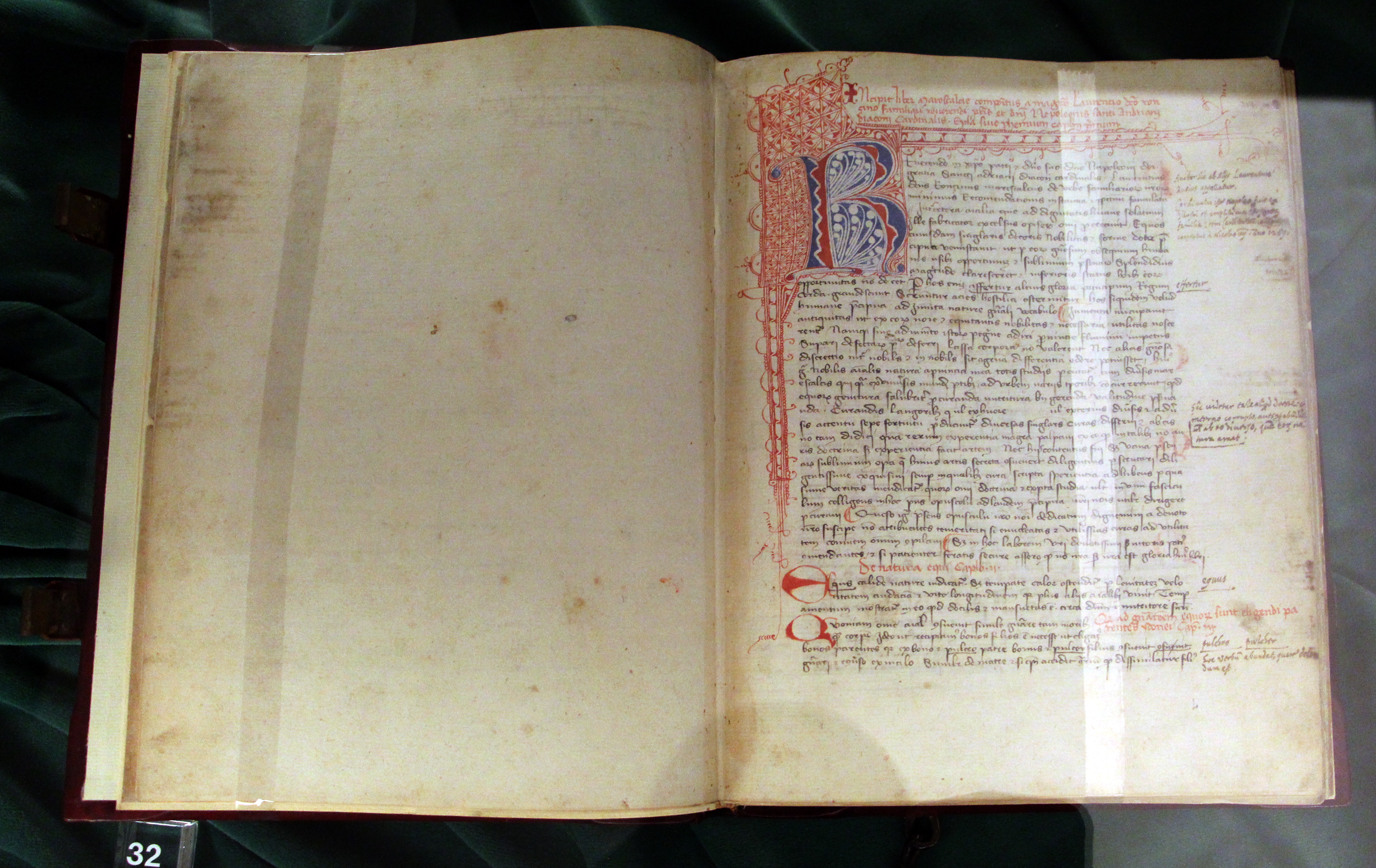
Trattato di mascalcia (1390 ca., Biblioteca Medicea Laurenziana, pl. 77.25)

Fra' Lorenzo Rusio, latinizzato come Laurentius Rusius (Roma, 1288 – 1347), è stato un veterinario, trattatista, frate e maniscalco italiano.

## Biografia
I dati sulla nascita e sulla morte sono incerti.
Esercitò la sua professione a Roma dal  1320 e dedicò il suo trattato Liber Marescalciae Equorum (1489), ripubblicato come Hippiatria sive marescalia... in qua praeter variorum morborum plurima ac saluberrima remedia plures... (Paris: Christianus Wechelum, 1532), sulla veterinaria equina, scritto intorno al 1340, al suo protettore, il cardinale Napoleone Orsini (1263-1342), di cui stava a servizio ad Avignone.
Questo lavoro che è noto con diversi titoli, fu tradotto in italiano nel XIV secolo ed ebbe un successo enorme nel secolo XVI.
Pietro del Prato, direttore della Regia scuola di veterinaria di Parma, scopri il testo della versione italiana e lo pubblicò nel secolo XIX con l'aiuto di Luigi Barbieri: La Mascalcia di Lorenzo Rusio, volgarizzamente del secolo XIV messo per la prima volta in luce; aggiuntovi il testo latino per cura de Luigi Barbieri. Bologna: Romagnoli, 1867-1870, 2 vols.
Fu utilizzato come una fonte essenziale per il trattato di veterinaria in catalano Llibre de la menescalia di Manuel Díez di Calatayud, che lo presentò ad Alfonso V il Magnanimo, re di Napoli.
Secondo Pedro Darder, prende quasi tutto da Pedro Crecentino e aggiunge solo un grande ricettario preso da un certo Maurus.
Ma conosceva anche gli autori greci e, sebbene partecipasse agli errori e ai pregiudizi del suo tempo e abusasse troppo di cauterizzazione come procedura terapeutica, nella sua parte chirurgica si mostra un grande debitore della veterinaria araba, come, per esempio, quando descrive castrazione.
Il veterinario del XIX secolo Pedro Darder afferma che "quasi tutta l'arte chirurgica moderna si incontra in germe nel suo libro, anche se in maniera informe e senza regole; è il primo che ha parlato della necessità di mantenere in sospensione agli animali che soffrono i piedi, indicando un mezzo per effettuarlo; nel modo di ridurre l'ernie della castrazione; dell'estrazione della fava; della riunione di tendini tagliati accidentalmente; e, infine, di molte altre operazioni che sarebbe eccessivo esporre in dettaglio ".

## Opere
- Hippiatria siue Marescalia Laurentii Rusii ... in qua praeter variorum morborum plurima, ac saluberrima remedia, quadragintatres commodissimae frenorum formae excusae sunt, vt nullum tam nouo oris vitio laborantem equum inuenias, cui non hinc occurrere possis, Parisiis : excudebat Christianus Wechelus in via ad diuum Iacobum sub intersignio scuti basiliensis, 1531. (Excusum Parisiis : apud Christianum Wechelum, 1531. Mense Octobri) (GB)
- Hippiatria, siue Marescalia Laurentii Rusii ad Nicolaum sancti Hadriani diaconum Cardinalem, in qua præter variorum morborum plurima, ac saluberrima remedia, plures quam in priore editione comodissime frenorum formæ excusæ sunt, vt nullum tam nouo oris vitio laborantem equum inuenias, cui non hinc occurrere facilime possis, Lutetiæ : apud Christianum Wechelum sub scuto Basiliensi, 1532 (Excusum Parisiis : apud Christianum Wechelum, 1532. Mense Iulio) (GB, GB)
- Opera de l'arte del malscalcio di Lorenzo Rusio. Nella quale si tratta delle razze, gouerno & segni di tutte le qualita de caualli; & di molte malattie, con suoi rimedij. Con la descrittione di alcune maniere di morsi. Nuouamente di latino in lingua uolgare tradotta, In Vinetia : [Michele Tramezino], 1543 (In Vineggia : per Michele Tramezino, 1543 del mese di Marzo)
- Opera de l'arte del malscalcio di Lorenzo Rusio. Nella quale si tratta delle razze, gouerno, & segni di tutte le qualita de caualli; & di molte malattie, con suoi rimedij. Con la descrittione di alcune maniere di morsi, nuouamente di latino in lingua uolgare tradotta, In Venetia : [Michele Tramezzino], 1548 (Stampato in Vineggia : per Michele Tramezino, 1548. Del mese di aprile) (GB)
- Opera de l'arte del malscalcio di Lorenzo Rusio. Nella quale si tratta delle razze, gouerno, et segni di tutte le qualità de' caualli ... Con la descrittione di alcune maniere di morsi, nouamente di latino in lingua uolgare tradotta, In Venetia : appresso Girolamo Caualcalouo, 1559 (In Venetia : appresso Girolamo Caualcalouo Veneto, 1559) (IC)
- La mascalcìa / di Lorenzo Rusio ; volgarizzamento del secolo 14. messo per la prima volta in luce da Pietro del Prato ; aggiuntovi il testo latino per cura di Luigi Barbieri,
  - Volume 1 (GB, GB)
  - Volume 2 (GB, GB)